# ピリカヌプリ
ピリカヌプリは、北海道広尾郡大樹町と浦河郡浦河町とにまたがる、標高1,631 mの山である。日高山脈南部にあり、日高山脈襟裳十勝国立公園に属する。山頂には二等三角点（点名「奴振」）が設置されている。

## 概要

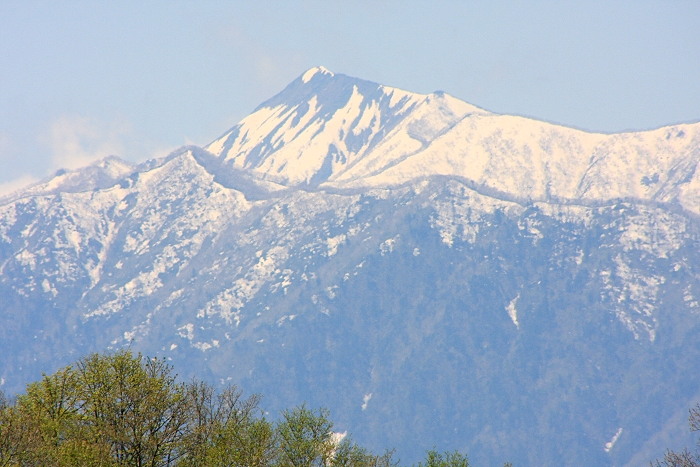
大樹町光地園より遠望するピリカヌプリ

山名はアイヌ語で「美しい山」を意味し、北海道内においても「ピリカ」の名を持つ山はこの山しかない。神威岳、ソエマツ岳とともに南日高三山と総称され、山名に恥じない雄大で優美な山容である。

## 登山ルート
登山道はない。花崗岩のヌビナイ川右股から登るのが容易とされるが一般向けではない。
三角点の管理はヘリコプターを用いて行われる。

## 近隣の山
- 神威岳 (1,600.5 m)
- ソエマツ岳 (1,625 m)
- トヨニ岳 (1,493 m)